# Гореня Вас-при-Чатежу
Гореня Вас-при-Чатежу (словен. Gorenja vas pri Čatežu) — поселення в общині Требнє, регіон Південно-Східна Словенія, Словенія.